# ۱۱۹۲ (میلادی)
۱۱۹۲ (میلادی) هزار و صد و نود و دومین سال تقویم میلادی است.

## زادگان
- ۱۷ سپتامبر – میناموتو نو سانه‌تومو، شاعر ژاپنی (د. ۱۲۱۹)